# 黎安妮謀殺案
黎安妮謀殺案（英語：Murder of Annie Le）是於2009年9月8日，發生於美國耶魯大學的一起謀殺案，受害者為越南裔的24歲博士生在耶魯大學藥理學博士黎安妮（Annie Le，音譯）。她的最後一次露面是9月8日在耶魯大學紐黑文校園的一幢研究大樓內，之後即失蹤。9月13日，在她即將結婚的那天，她的屍體被發現藏在牆壁之中。事後警方證實，黎安妮曾被毆打，並且在遭到性侵勒斃。2009年9月17日，警察逮捕了在大樓工作的耶魯實驗室技術員雷蒙德·克拉克三世（Raymond J. Clark III）。克拉克於2011年3月17日認罪，但拒絕透露作案動機，同年6月3日，克拉克被判處44年有期徒刑。